# Trichomycterus guaraquessaba
Trichomycterus guaraquessaba là một loài cá da trơn thuộc họ Trichomycteridae. Hiện nay loài này chỉ được biết đến từ Rio Bracinho, một sông nhỏ bị cô lập ở bang Paraná, Brazil.
Đây là một cá có chiều dài tiêu chuẩn khoảng 90 mm.